# Trilogia Bartimaeus
Trilogia Bartimaeus este o trilogie fantastică scrisă de Jonathan Stroud și publicată între 2003 și 2005. În 2010 a fost publicat un prequel pentru trilogie.

## Trilogia Bartimaeus
1. The Amulet of Samarkand (2003)
2. The Golem's Eye (2004)
3. Ptolemy's Gate (2005)

Trilogia Bartimaues este o poveste despre un magician tânăr care convoacă djinnul Bartimaeus. A făcut asta pentru că vrea să se răzbune pe un magician adult care l-a umilit când a fost un copil. Povestea are loc în Londra și mai târziu în Praga.

## Personajele principale
Personajele principale sunt: magicianul Nathaniel (mai târziu el va fi numit John Mandrake), djinnul Bartimaeus, domnul Arthur Underwood, doamna Martha Underwood, domnișoara Lutyens, magicianul Simon Lovelace, djinnul Faquarl, djinnul Jabor, Horatius, mercenar, Kitty Jones (Kathleen Jones), magicianul Ptolemaios și multe altele.